# Sibirskoje (Kaliningrad)
Sibirskoje (russisch Сибирское, deutsch Moritten, Kreis Labiau) ist ein Ort in der russischen Oblast Kaliningrad. Er gehört zur kommunalen Selbstverwaltungseinheit Stadtkreis Polessk im Rajon Polessk.

## Geographische Lage
Sibirskoje liegt neun Kilometer westlich der Stadt Polessk (Labiau) und ist über eine Stichstraße zu erreichen, die von der Kommunalstraße 27K-106 von Slawjanskoje nach Uschakowka (Kampkenhöfen) in östlicher Richtung abzweigt. Slawjanskoje ist die nächste Bahnstation und liegt an der Bahnstrecke Kaliningrad–Sowetsk (Königsberg–Tilsit).

## Geschichte
Das vor 1946 Moritten genannte Dorf blickt auf seine Entstehung in der Zeit vor 1539 zurück. Im Jahre 1874 wurde der Ort in den damals neu errichteten Amtsbezirk Legitten (heute russisch: Turgenewo) eingegliedert, dem er bis 1945 zugehörig war. Der Amtsbezirk lag im Kreis Labiau im Regierungsbezirk Königsberg der preußischen Provinz Ostpreußen.
In Kriegsfolge kam Moritten 1945 mit dem nördlichen Ostpreußen zur Sowjetunion. Im Jahr 1947 erhielt der Ort die russische Bezeichnung Sibirskoje und wurde gleichzeitig dem Dorfsowjet Slawjanski selski Sowet im Rajon Polessk zugeordnet. Von 2008 bis 2016 gehörte Sibirskoje zur Landgemeinde Turgenewskoje selskoje posselenije und seither zum Stadtkreis Polessk.

### Einwohnerentwicklung
| Jahr | Einwohner |
| ---- | --------- |
| 1910 | 167       |
| 1933 | 192       |
| 1939 | 189       |
| 2002 | 22        |
| 2010 | 43        |

## Kirche
Die kirchliche Ortszugehörigkeit bestimmte die vor 1945 mehrheitlich evangelische Bevölkerung: das Dorf war in das Kirchspiel der Kirche Groß Legitten (heute russisch: Turgenewo) einbezogen, das zum Kirchenkreis Labiau in der Kirchenprovinz Ostpreußen der Kirche der Altpreußischen Union gehörte. Die kirchliche Beziehung von Sibirskoje zur jetzigen Kirche Turgenewo ist wieder da, seit in den 1990er Jahren sich in Turgenewo eine neue evangelisch-lutherische Gemeinde bildete. Sie ist eine Filialgemeinde der Auferstehungskirche in Kaliningrad (Königsberg) und ist Teil der Propstei Kaliningrad der Evangelisch-lutherischen Kirche Europäisches Russland.